# (2920) Автомедон
(2920) Автомедонт (др.-греч. Αὐτομέδων) — типичный троянский астероид Юпитера, движущийся в точке Лагранжа L4, в 60° впереди планеты. Астероид был открыт 3 мая 1981 года американским астрономом Эдвардом Боуэллом в обсерватории Андерсон-Меса и назван в честь Автомедонта, возницы Ахилла согласно древнегреческой мифологии.

Орбита астероида Автомедон и его положение в Солнечной системе
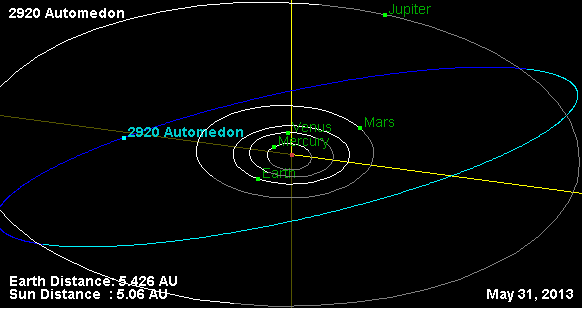
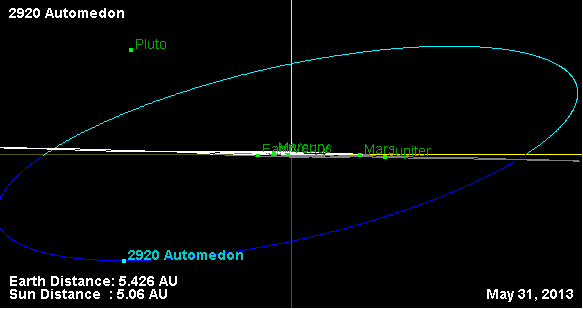